# Lowell Fulson

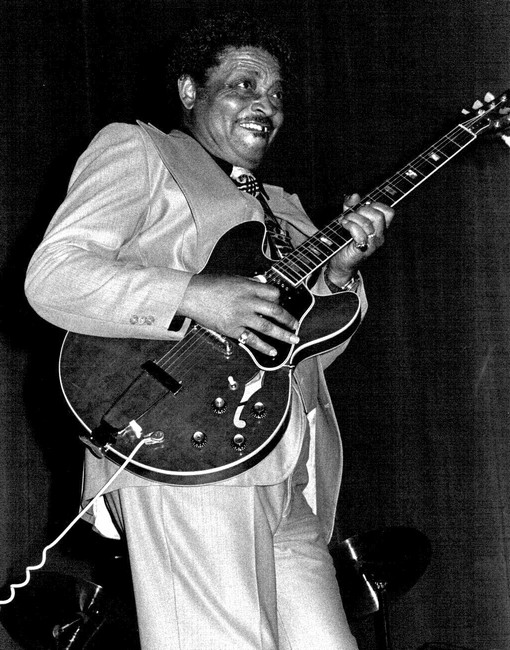
Lowell Fulson in Paris im November 1980

Lowell Fulson (* 31. März 1921 bei Tulsa, Oklahoma; † 6. März 1999 in Long Beach, Kalifornien) war ein US-amerikanischer Blues-Gitarrist und -Sänger.

## Leben und Wirken
Fulson wurde in einem Reservat der Choctaw-Indianer bei Tulsa geboren; sein Großvater war ein Choctaw. Er spielte früh Musik, zunächst Gospels und Country, bevor er seine Liebe zum Blues entdeckte.
Mit 18 Jahren ersetzte Fulson den Bluesgitarristen Chester Burnett (besser bekannt als Howlin’ Wolf) in der Band von Texas Alexander. Während seines Dienstes bei der United States Navy ab 1943 gründete er in Guam seine erste Band. Nach dem Krieg zog Fulson nach Kalifornien, wo er eine Band gründete, in der auch der junge Ray Charles für einige Zeit spielte.
Hier nahm Fulson im Juni 1946 in San Francisco seine erste Single Crying Blues auf. Im selben Monat entstanden in Oakland zwei Teile des River Blues als Fulson Trio mit Eldridge McCarty (Piano) und Big Dad (Bob Johnson) (Bass). Im Oktober 1948 hatte er seinen ersten Hit mit dem Three O’Clock Blues, der bis auf Rang drei der Rhythm & Blues-Hitparade gelangte. Eine erste Coverversion des Bluesklassikerx Everyday I Have the Blues wurde von Lowell Fulson am 18. Juli 1949 in der Besetzung Lloyd Glenn (Piano), Billy Hadnott (Bass) und Bob Harvey (Schlagzeug) aufgenommen, kam im Mai 1950 auf den Markt (Rang #3) und wurde vom Musikmagazin Billboard bei den am meisten verkauften Rhythm-&-Blues-Platten an Rang 10 geführt. Es folgten weitere Hits wie Blues Shadows (August 1950; sein einziger Nummer-eins-Hit). Dieser Erfolg motivierte Fulson zur Gründung des Lowell Fulson Orchestra, einer siebenköpfigen Band, in der zeitweise Ray Charles am Piano mitspielte. Einer dieser Titel mit Ray Charles am Piano war The Snow Is Falling, aufgenommen im November 1951. Im Dezember 1953 wechselte Fulson zu Aladdin Records, wo er nur bis 1954 blieb. Im September 1954 ging er zu Checker Records, wo er am 27. September 1954 das klassische Reconsider Baby aufnahm. Viele dieser Songs wurden etwa von B.B. King, Elvis Presley und Otis Redding gecovert, die zum Teil damit größere kommerzielle Erfolge erzielten.
1993 gewann Fulson fünf W. C. Handy Awards. Sein Album Them Update Blues (1995) war für einen Grammy nominiert. 1993 wurde er in die Blues Hall of Fame aufgenommen. Lowell Fulson starb 1999 an Nierenversagen als Folge seines Diabetes. Im Jahr 2010 fand sein Album Hung Down Head ebenfalls Aufnahme in der Blues Hall of Fame. Sein Song Reconsider Baby wird in der Rock and Roll Hall of Fame als einer der 500 Titel gelistet, die den Rock ’n’ Roll formten.

## Diskografie (Auswahl)
Big Town Records

Fulson Trio - Miss Katy Lee Blues

Lowell Fulsom - Every Time it Rains

Lowell Fulsom - Everyday I Have the Blues (Remake)

- Crying Blues / You’re Going To Miss Me When I’m Gone (1068), 1946
- Miss Katy Lee Blues / Rambling Blues (1071), 1946
- Fulson Blues / San Francisco Blues (1072), 1946
- Trouble Blues / I Want To See My Baby (1074), 1946
- Black Widow Spider Blues / Don’t Be So Evil (1077), 1946

Trilon Records
- Jelly, Jelly / Mean Woman Blues (185), 1948
- 9:30 Shuffle / Thinkin’ Blues (186), 1948
- Tryin’ To Find My Baby / Let’s Throw A Boogie Woogie (192), 1948
- Highway 99 / Whiskey Blues (193), 1948
- Tell Me Baby / Fulson Boogie (223), 1948

Scotty’s Radio
- Scotty’s Blues / The Train Is Leaving (101), 1948

Down Town Records
- Three O’Clock Blues / I’m Wild About You, Baby (2002), 1948
- I’m Prison Bound / My Baby Left Me (2021), 1948/49

Down Beat Records
- Crying Blues / You’re Gonna Miss Me When I’m Gone (110), 1948
- Miss Katie Lee Blues / Rambling Blues (111), 1948
- San Francisco Blues / Fulson’s Blues (112), 1948
- Fulson’s Boogie / Mean Woman Blues (113), 1948
- Trouble Blues / I Want To See My Baby (114), 1948
- Black Widow Spider Blues / Don’t Be So Evil (115), 1948
- Highway 99 / Trying To Find My Baby (116), 1948
- Down Beat Shuffle / Thinkin’ Blues (117), 1948
- Midnight Showers Of Rain / So Long, So Long (118), 1948
- Wee Hours In The Morning / My Gal At Eight (119), 1948
- Bad Luck Blues / I’m Going Away (120), 1948
- The Blues Got Me Down / Black Cat Blues (121), 1948
- Just A Poor Boy / My Baby (122), 1948
- Blues And Women / Sweet Jenny Lee (132), 1948
- Television Blues / Baby Don’t You Hear Me Calling You (133), 1948
- Demon Woman / Blues At Sunrise (134), 1948
- Blues And Misery / Jam That Boogie (135), 1948
- Three O’Clock In The Morning / Wild About You, Baby (167), 1948
- Come Back Baby / Country Boy (230), 1949

RPM Records
- Doin’ Time Blues / Some Old Lonesome Day (305), 1950

Swing Time Records
- Everyday I Have The Blues / Rocking After Midnight (196), 1950
- Mama, Bring Your Clothes Back Home / Cold Hearted Woman (197), 1950
- Blue Shadows / Low Society Blues (226), 1950
- Back Home Blues / Baby Won’t You Jump With Me (227), 1950
- Sinner’s Prayer / Old Time Shuffle Blues (237), 1950
- Lonesome Christmas Part 1 / Lonesome Christmas Part 2 (242), 1950
- I’m A Night Owl (Part I) / I’m A Night Owl (Part II) (243), 1951
- Why Can’t You Cry for Me / Blues With A Feelin’ (272), 1951
- Let’s Live Right / Best Wishes (289), 1951
- Wild About You, Baby / Three O’Clock In The Morning (290), 1952
- Mean Old Lonesome Song / Guitar Shuffle (295), 1952
- The Highway Is My Home / Tickle Toe Two Step (301), 1952
- Christmas Party Shuffle / Ride Until The Sun Goes Down (320), 1952
- Upstairs / Let Me Ride Your Little Automobile (325), 1953
- "Th" Blues Come Rollin In / I Love My Baby (330), 1953
- My Daily Prayer / Cash Box Shuffle (335), 1953
- Juke Box Shuffle / I’ve Been Mistreated (338), 1954

Aladdin Records
- Good Woman Blues / Double Trouble (3088), 1951
- Stormin’ And Rainin’ / Night And Day (3104), 1951
- Don’t Leave Me Baby / Chuck With The Boys (3217), 1953
- You’ve Gotta Reap / Blues Never Fail (3233), 1953

Gilt-Edge Records
- Street Walking Woman / Katie Lee Blues (5041), 1952
- Crying Won’t Make Me Stay / Bad Luck And Trouble (5050), 1952

Parrot Records
- I’ve Been Mistreated / Juke Box Shuffle (787), 1953

Checker Records
- Reconsider Baby / I Believe I’ll Give It Up (804), 1954
- Check Yourself / Loving You (Is All I Crave) (812), 1955
- Lonely Hours / Do Me Right (820), 1955
- Trouble, Trouble / I Still Love You, Baby (829), 1955
- It’s Your Fault Baby / Tollin’ Bells (841), 1956
- Baby Please Don't Go / Blues Rhumba (854), 1956
- Don’t Drive Me Baby / You Gonna Miss Me (865), 1957
- Rock the Morning / I Want To Make Love to You (882), 1957, 1958
- It Took A Long Time / That’s Alright (937), 1959
- Coming Home / Have You Changed Your Mind (952), 1960
- I’m Glad You Reconsidered / Blue Shadows (959), 1960
- I Want To Know, Part 1 / I Want To Know, Part 2 (972), 1961
- So Many Times / Hung Down Head (992), 1961
- Shed No Tears / Can She (Do It) (1027), 1962
- Troubles With the Blues / Love Grows Cold (1046), 1962, 1963

Hollywood Records
- The Original Lonesome Christmas (Part 1) / The Original Lonesome Christmas (Part 2) (1022), 1956

Kent Records
- Every Time It Rains / My Heart Belongs to You (395), 1964
- Too Many Drivers / Key To My Heart (401), 1964
- Strange Feeling / What’s Gonna Be (410), 1965
- No More Part I / No More Part II (422), 1965
- Black Nights / Little Angel (431), 1965
- Shattered Dreams / Sittin’ Here Thinkin’ (440), 1966
- Blues Around Midnight / Talkin’ Woman (443), 1966
- Change Your Ways / My Aching Back (448), 1966
- Ask At Any Door In Town / Trouble I’m In (452), 1966
- Tramp / Pico (456), 1966
- Make A Little Love / I’m Sinkin’ (463), 1967
- Everyday I Have The Blues / No Hard Feelings (466), 1967
- I Cried / The Thing (471), 1967
- I’m A Drifter / Hobo Meetin’ (474), 1967
- I Wanna Spend Christmas With You (Part 1) / I Wanna Spend Christmas With You (Part 2) (477), 1967
- Push Me / Tomorrow (479), 1967
- The Letter / Let’s Go Get Stoned (486), 1968
- Blues Pain / Mellow Together (489), 1968
- What The Heck / Sweetest Thing (497), 1968
- Lovin’ Touch / Price For Love (505), 1969
- Let’s Get Stoned / Funky Broadway (4535), 1970
- Worried life / Let’s Talk It Over (4576), 1972

Jewel Records
- Letter Home / Lady In The Rain (801), 1969
- Why Don’t We Do It In The Road / Too Soon (802), 1969
- Sleeper / How Do You Want Your Man (805), 1969
- Thug / Don’t Leave Me (808), 1970
- Do You Feel It? / Don’t Destroy Me (811), 1970
- Lonesome Christmas (Part 1) / Lonesome Christmas (Part 2) (813), 1970
- Bluesway / My Baby (818), 1970
- Teach Me / Man Of Motion (820), 1971
- Change Of Heart / Every Second A Fool Is Born (827), 1972
- Look At You Baby / Fed Up (832), 1972